# 妙峰山镇
妙峰山镇，是中华人民共和国北京市门头沟区下辖的一个乡镇级行政单位。2019年被评为中国文化百强镇。

## 行政区划
妙峰山镇下辖以下地区：
陇驾庄村、丁家滩村、水玉咀村、斜河涧村、陈家庄村、担礼村、下苇甸村、桃园村、南庄村、樱桃沟村、涧沟村、上苇甸村、炭厂村、大沟村、禅房村、黄台村和岭角村。
其中陇驾庄村读如冷角莊村，斜河涧村原为蠍虎澗村。